# عزیز آمریکایی (فیلم)
عزیز آمریکایی (انگلیسی: American Honey) یک فیلم درام جاده‌ای به نویسندگی و کارگردانی آندریا آرنولد است که در سال ۲۰۱۶ منتشر شد. در این فیلم بازیگرانی همچون ساشا لین، شایا لابوف و رایلی کیئو به ایفای نقش پرداخته‌اند. فیلم‌برداری این فیلم در مه ۲۰۱۵ و در چندین ایالت سراسر آمریکا آغاز شد. عزیز آمریکایی اولین فیلم آرنولد است که خارج از بریتانیا فیلم‌برداری شده‌است.
این فیلم برای به‌دست آوردن جایزه نخل طلا در جشنواره فیلم کن ۲۰۱۶ به رقابت پرداخت و موفق به کسب جایزه هیئت داوران جشنواره کن شد. فیلم با نقدهای مثبتی از سوی منتقدان همراه بود و عملکرد لین، لابوف و کیئو مورد تحسین قرار گرفت. عزیز آمریکایی در ۳۰ سپتامبر ۲۰۱۶ توسط ای ۲۴ در سینماهای ایالات متحده اکران شد و در تاریخ ۱۴ اکتبر ۲۰۱۶ توسط یونیورسال پیکچرز در پادشاهی متحده به نمایش درآمد. فیلم در هفتادمین دوره جوایز بفتا نامزد دریافت جایزه بهترین فیلم انگلیسی شد.

## داستان
استار دختر جوانی است که به علت مشکلاتش از خانه‌اش در ماسکووگی، اکلاهما فرار می‌کند و با عده‌ای از فروشنده‌های مجله در سراسر ایالت‌های غرب میانه آمریکا سفر می‌کند و مجله‌ها را خانه به خانه می‌فروشد. رفته رفته زندگی او دچار تغییراتی می‌شود.

## بازخورد
در اولین نمایش خود در جشنواره فیلم کن ۲۰۱۶ بازخوردهای مثبتی از سوی منتقدان دریافت کرد. راتن تومیتوز با بررسی نظرات ۲۱۴ منتقد، اعلام کرد که ۷۹٪ درصد آن‌ها نظر مثبت راجع به فیلم داشته‌اند و به صورت میانگین نمره ۷.۴/۱۰ به آن داده‌اند. در متاکریتیک فیلم بر اساس ۴۱ نقد دارای امتیاز ۸۰ از ۱۰۰ است که حاکی از «نظرات مطلوب» است.
همچنین عزیز آمریکایی در چندین نشریه در لیست «بهترین‌های جشنواره فیلم کن ۲۰۱۶» و «بهترین‌های جشنواره فیلم تورنتو ۲۰۱۶» قرار گرفت. ورایتی بازی ساشا لین را در رتبه ۳ لیست «۹ اجرای برگزیده جشنواره فیلم تورنتو ۲۰۱۶» قرار داد.